# 格爾馬爾馬拉

Halime Hatun Religious Complex, Gölmarmara

格爾馬爾馬拉是土耳其的城鎮，由馬尼薩省負責管轄，位於該國西部，距離首府馬尼薩66公里，面積288平方公里，海拔高度91米，2011年人口9,734。

## 外部連結
- Road map of Gölmarmara and environs[]